# 小倉肇 (児童文学者)
小倉 肇 （おぐら はじむ、1935年（昭和10年） - 2016年（平成28年）3月5日）は、日本の教育者である。児童文学作家、民俗学者、郷土史家としても知られる。

## 経歴
1935年（昭和10年）三重県長島町（後の紀伊長島町、現紀北町）東長島に生まれる。1957年（昭和32年）に国立三重大学教育学部二部甲類を修了し、三重県教員となり県下各地の小学校教員を務める。教員在職中は教育事務所社会教育主事、三重県尾鷲教育事務所長、各地の小中学校長を歴任した後、1996年（平成8年）の紀伊長島町立西小学校長を最後に退職する。退職後は紀伊長島町教育長を同年から2005年（平成17年）まで務め、11月の紀伊長島町と海山町の合併に伴い誕生した紀北町教育長に続けて就任した。2009年（平成21年）11月任期満了にともない退職した。

## 人物
教職員在職中より三重県を中心とした郷土史、民俗学、児童文学に関する研究と創作に携わり著作活動を行っている。また、2000年（平成12年）度に熊野古道が世界遺産の候補リストに挙がってからは、熊野地域に在住する他の研究者と協同して熊野古道の自然や文化の研究ならびに発信を行い、世界遺産登録を得るために尽力した。紀北町紀伊長島区に在住し、三重県紀北教育研究所長、みえ熊野学研究会運営委員長、紀北民俗研究会長、熊野古道語り部友の会顧問などを務めている。日本児童文学者協会員。

## 受賞
- 1995年（平成7年）度 三重県教育者功労賞[3]
- 2000年（平成12年）度 三重県文化奨励賞[3]
- 2005年（平成17年）度 文部大臣教育功労賞[3]
- 2009年（平成21年）度 三重県民功労者賞[3]

## 受章
- 2012年（平成24年） 瑞宝双光章[1]

## 主な著作

### 単著
- 『愛と炎の記憶』1965年
- 『若い愛の流れに』 1966年
- 『たねまきごんべえ−三重の民話』田代三善 絵 1971年
- 『大学やめてもへっちゃら : 世界の学者くまくす（日本史の目 8）』山高登 絵 1972年
- 『松尾芭蕉』1983年
- 『あまのかわをわたるふね』坂本健三郎 絵 1985年
- 『やくろうの犬』水戸成幸 絵 1985年
- 『沢村栄治ものがたり : 南の海に消えたエース』高田勲 絵 1987年
- 『おそろしくてやさしくてさみしがりやのお化けたち』坂本健三郎 絵 1993年
- 『熊野古道伊勢路紀行 : 神々との出会いの道』2005年

### 共著
- 『みえ東紀州の民話 : 熊野の自然のなかで神、人、妖精、動物たちの織りなすファンタジー』1999年
- 『熊野道中記 : いにしえの旅人たちの記録』2001年